# گوالتیری
گوالتیری (به ایتالیایی: Gualtieri) یک کومونه در ایتالیا است که در استان رجو امیلیا واقع شده‌است.

## خصوصیات
گوالتیری ۳۶٫۱ کیلومترمربع مساحت و ۶٬۵۰۲ نفر جمعیت دارد و ۲۲ متر بالاتر از سطح دریا واقع شده‌است.